# Rahtla
Koordinaten: 58° 27′ N, 22° 11′ O
Rahtla (deutsch Rachtla) ist ein Dorf (estnisch küla) auf der größten estnischen Insel Saaremaa. Es gehört zur Landgemeinde Saaremaa (bis 2017: Landgemeinde Mustjala) im Kreis Saare.

## Einwohnerschaft und Lage
Das Dorf hat sieben Einwohner (Stand 31. Dezember 2011).
Es liegt an der Ostküste der Bucht Tagalaht an der Ostsee. Nördlich von Rahtla erstreckt sich der See Kooru järv. Das Gebiet ist besonders bei Wanderern beliebt.